# Zayuelas
Zayuelas es una localidad española de la provincia de Soria,, partido judicial de Burgo de Osma comunidad autónoma de Castilla y León. Pertenece al municipio de Fuentearmegil.

## Geografía
Baña su término el  río Perales afluente por la izquierda del Arandilla y este, a su vez, del Duero.

## Historia
En 1352, según el Becerro de las Behetrías, la localidad era un dominio del monasterio de monjas bernardas de Santa María de Fuencaliente del Burgo.
Sebastián Miñano  lo describe a principios del siglo XIX como una de las tres aldeas de la villa, conocida entonces como Fuente Armejil, de señorío en la provincia de Burgos, partido de Aranda de Duero, obispado de Osma, con  alcalde pedáneo, 234 vecinos, 1.058 habitantes.

## Demografía
En el año 1981 contaba con 140 habitantes, concentrados en el núcleo principal, pasando a 54 en  2020, 30 varones y 24 mujeres. 
| Gráfica de evolución demográfica de Zayuelas entre 2000 y 2020                                   |
|                                                                                                  |
| Población de derecho (2000-2020) según los censos de población del INE a 1 de enero de cada año. |